# Formatos subestándar

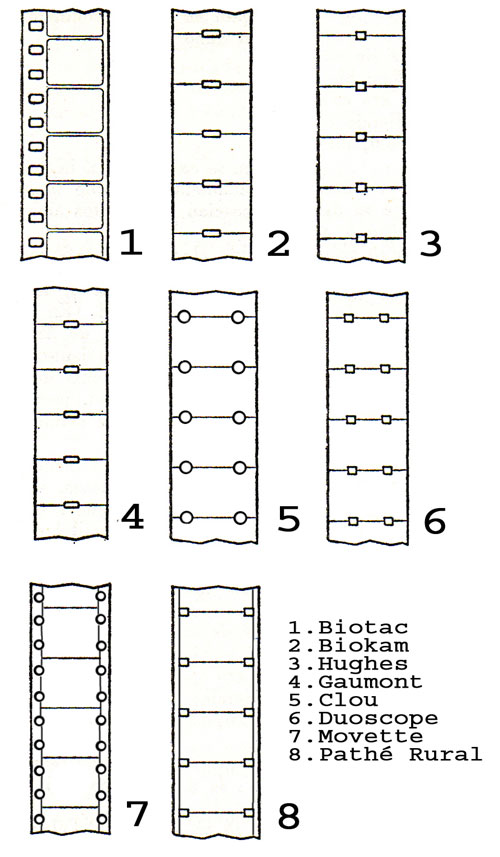
Formatos de película cinematográfica de 17,5 mm.

Los formatos subestándar son aquellos que tienen un paso inferior a la película de 35 mm, que es considerado como paso estándar por ser el de uso profesional desde los albores del nacimiento de la cinematografía a finales del siglo XIX.
Desde estos inicios, fueron muchos los formatos que nacieron. Algunos nacieron para ser competencia misma del formato de 35 mm. Y otros aparecieron con el fin de poner en manos del gran público la posibilidad de realizar filmaciones. No hay que relacionar formato subestándar con formato para aficionados o formato amater, ya que hubo cámaras de 35 mm pensadas para tal efecto. Lo que determina que un formato o cámara sea para un uso doméstico o de aficionado es que sea de fácil manejo.

## Paso y formato
Es importante hacer una aclaración de conceptos para poder entender la historia que vamos a describir. La palabra "paso" es utilizada para definir el ancho de la película cinematográfica. Y la palabra "formato" se usa para definir el tipo de película cinematográfica, singularizada por: 1) un paso o ancho de soporte, 2) un tipo y número de perforaciones por cuadro de imagen o fotograma y 3) un cuadro de imagen de unas dimensiones específicas.
Así pues, sobre un soporte transparente a base de triacetato de celulosa o poliéster de una determinada anchura, se distribuye la imagen y las perforaciones de una manera específica que define al formato. Un ejemplo de lo dicho es el paso de 8 mm para el que existieron 3 formatos diferentes. Tenemos el Doble 8, el Formato M y el Súper 8. El primero nació en 1932, el segundo a principios de los '60 y el tercero en 1965. Cada uno de estos formatos tiene sólo una perforación por fotograma cuyo tamaño y distribución varían, lo cual permite unas dimensiones del cuadro de imagen diferentes.
Además de la perforación, con el tiempo apareció el cine sonoro, lo cual retocó los formatos existente. Pues la incorporación de una banda de sonido requería un espacio sobre el soporte. Y ese espacio fue, en algunos casos, a costa de disminuir el tamaño de la imagen o fotograma.
La más importante organización actual que regula y estandariza los formatos cinematográficos es la Society of Motion Picture and Television Engineers (SMPTE), nacida en Nueya York en 1916, justo en el centro de la naciente industria cinematográfica americana.

## Birtac(17,5 mm)[2]
En de 1898 en Londres, Birt Acres obtiene la patente para un aparato al que llamará Birtac. La cámara usa película de 17,5 mm con 2 perforaciones en un solo lado. Este es el primer aparato que usa película de pequeño formato y que se hizo con el fin de ser de uso doméstico.

## Biokam(17,5 mm)
En 1898 en Londres, los ingleses Alfred Wrench y Alfred Darling, crearon un formato de 17,5 mm con una perforación central. La cámara, la Biocam, servía como tomavistas, tiradora de copias y proyector. La Warwick Trading Co de Londres es la encargada de la manufactura.

## Prestwich(13 mm)[5]
En 1899 en Inglaterra, John Alfred Prestwich propone un equipo con una película de 13 mm.

## Hughes(17,5 mm)
En 1900 en Londres, Hughes lanza una cámara que como Biokam, a la que llama "la Petite". También servía como tomavistas, tiradora de copias y proyector. La película también era de 17,5 mm tenía perforación central, aunque de distinta forma a la usada por la Biokam.

## Mirographe(21 mm)[6]
En 1900 en París, la Société Reulos & Godeau et Cie presentan una cámara llamada Mirographe, que usaba película de 21 mm con perforaciones en forma de muescas en los bordes: una por cada lado. La cámara servía a su vez como proyector.

## Crono de Bolsillo(15 mm)[7]
En 1900 en París, Léon Gaumont presenta la Chrono de Poche, la cual deriva del "Cronophotographe" de 1893 de Georges Demeny. Este aparato cinematográfico que utilizaba una película de 15 mm con perforaciones centrales. Y es cámara, tiradora de copias y proyector.

## Vitak(11 mm)
En 1902 en Usa, William Wardell fabrica un aparato que bautizará como Vitak para película de 11 mm con perforación central.

## Kino(17,5 mm)
A finales de 1902, en Dresde, Ernemann A. G. lanza su Kino I. Una cámara que usaba película de 17,5 mm con perforaciones centrales y que, además, hacía las funciones de tiradora de copias y proyector. En 1904, fabricará la Kino II. Y en 1905, la compañía Ikonograph Commercial de Nueva York fabrica un modelo mejorado que permite la marcha atrás. Este modelo fue desarrollado por E. J. Rector.

## Kretschmar(17,5 mm)
En Dresde, Kretschmar creó una cámara parecida a la Kino con película similar a la de Ernemann.

## Ikonograph(17,5 mm)
En 1905, la Ikonograph Commercial Co de Manhattan (Nueva York) comercializa el proyector "Ikonograph", el cual usa una película de 17,5 mm. El proyector está diseñado por E J. Rector.

## Pathé Kok(28 mm)
En 1912, Pathé Frères presenta un proyector la que llama Kok, que utiliza una película de 28 mm con 4 perforaciones en un lado y 1 en el lado opuesto. En 1913, la misma compañía, presenta en Estados Unidos una versión mejorada a la que llamará "Pathéscope", así como una cámara.

## Home Kinestoscope(22 mm)
En 1912, Thomas Alva Edison presenta su Home Kinetoscope que utiliza una película de 22 mm. Sobre esta película se presentan tres tiras de imágenes de 4 x 6 mm.

## Duoscope(17,5 mm)
En 1912 en Londres la compañía Duoscope Ltd presenta el aparato Duoscope, que sirve tanto como tomavistas como para la proyección. Usa una película de 17,5 mm con dos perforaciones contiguas centrales entre fotograma y fotograma.

## Duplex(11 mm)
Hacia 1915, G. J. Bradley presenta su aparato "Duplex", el cual usa una película de 11 mm con 2 perforaciones redondas a cada lado.

## Sinemat(17,5 mm)
En 1915, la compañía mericana Sinemat Motion Picture Machine presenta un aparato cinematográfico que usa película de 17,5 mm con perforaciones en un solo lado. Este aparato sirve tanto para la toma de vistas como para la proyección.

## Safety Standard 28 mm Film(28 mm)
En 1917, la compañía americana Victor Animatograph Co saca al mercado un aparato que funciona con película de 28 mm con tres perforaciones en cada lado.

## Movette(17,5 mm)
En 1917 la compañía Movette Corporation of Rochester (Nueva York) presenta un aparato llamado "Movette" que usa película d 17,5 mm con 4 perforaciones por fotograma, 2 a cada lado.

## Actograph(17,5 mm)
En 1918 en Usa, la Wilart Instrument Co de New Rochelle (New York), fabrica una cámara para película de 17,5 mm. La cámara se la llama "Actograph".

## Clou(17,5 mm)
En 1920 en Austria, una compañía fabricó un aparato cinematográfico para película de 17,5 mm. Esta película tenía dos perforaciones redondas contiguas, situadas entre fotograma y fotograma.

## Coco(17,5 mm)
En 1920 en Alemania, la casa Linhof de Múnic fabrica un aparato cinematográfico par película de 17,5 mm al que llama "Coco".

## Cinébloc(22 mm)
En 1921, Sté Gallus presenta el proyector Cinébloc que utiliza película de 22 mm. Esta película tiene la particularidad de que es de celofana.

## Pathé Baby(9,5 mm)
En las Navidades de 1922, la sociedad Pathé Frères presenta un proyector llamado Pathé Baby que utiliza película de 9,5 mm con perforación central. Estaba pensado para proyectar las películas de la sociedad creadora en forma de reducciones. La película iba en rollos de 8,5 metros metidos en cartuchos. La cámara tomavistas no apareció hasta 1924.

## 16 mm
En julio de 1923 en Nueva York, la casa fotográfica Eastman Kodak lanza la película de 16 mm de ancho con una perforación a cada lado. La primera cámara de Eastman Kodak se llama "Ciné-Kodak A". Un mes antes de que esta casa fotográfica lanzara su película, ll fabricante americano Victor Animatograph Co sacó su cámara para este formato: "Victor Cine Camera 16 mm". Y al poco la Bell & Howell lanzó su cámara para 16 mm llamada "Filmo" con la novedad de tener un motor de resorte a muelle. En 1925 en Europa, la casa Nietzoldi Krämer de Múnich fabrica ya una cámara para el formato: la "Nizo 16". Y en 1928, se une al formato la casa alemana fabricante de película Agfa con su cámara "Agfa Movex". Este formato entra en competencia con el 9,5 mm de la Pathé y con el tiempo será el formato de uso semiprofesional.

## Cinétype(17,5 mm)[8]
En 1925 en París, la empresa Mollier pone a la venta el "Cinétip", un aparato cinematográfico mixto que hace de cámara de tomavistas y de proyector. Este aparato utilizaba una película de 17,5 mm con perforaciones en un solo lado.

## Pathé Rural(17,5 mm)[9]
En 1926, la sociedad Pathé Fréres presentó un nuevo formato al que denominó como "Pathé Rural". La película era de 17,5 mm con una perforación a cada lado. En 1932 apareció película sonora. Para acomodar la pista de sonido en la película, se eliminaron las perforaciones de un lado.

## Cinelux(24 mm)
En 1924 en Francia, se fabricaron proyectores de la casa Cinelux para película de celofana de 24 mm sin perforar.

## Kemco Home Movie(16 mm)
En 1930 en Usa, la casa Kodel introduce su sistema de cine llamado "Kemco Home Movie", que usa una película de 16 mm sobre la que hay 4 tiras de imagen. El sistema incluye tanto la cámara para la toma de vistas como el proyector. La patente es del inventor Clarence Ogden.

## Ciné-Kodak Eight(8 mm)
En 1932 en Nueva York, la Eastman Kodak saca película de 8 mm basada en el formato de 16 mm al que llamará "Ciné-Kodak Eight". Se trataba de añadir dos perforaciones más a la película de 16 mm: una a cada lado e intercaladas. La cámara usaba esta película de 16 mm de ancho con el doble de perforaciones. La película se presentaba en bobinas de 7.5 metros de largo. Y se pasaba por la cámara 2 veces: primero se exponía por una mitad y luego por la otra. En el laboratorio se revelaba la película y se dividía longitudinalmente. Al formato se le llamó también Doble 8 por este motivo. Se convirtió en el formato doméstico mayoritario.

## 9,5 Dúplex(4,75 mm)[10]
En 1955 en Francia, la compañía Pathé propone el formato 9,5 Dúplex partiendo del de 9,5 mm. Se trata de ofrecer una película con vista panorámica. Para ello crea una película que tiene una doble perforación central entre fotograma y fotograma. La película se debe exponer por ambos lados como en el Doble 8. Una vez cortada la película en dos, quedaba una película de 4,75 mm de ancho: el cuadro era de 4,1 x 6,2 mm. La primera cámara fue la "Pathé national III".

## Emel Panoscope(16 mm)[7]
En 1955, la casa parisina Emel proponía un formato panorámico cuyo cuadro de imagen era ancho como el de 16 mm, pero alto como el de Doble 8. La cámara usaba la película de Doble 8, pero en vez de exponer una mitad, se exponía toda la película a lo ancho. El cuadro de imagen era de 3,5 x 9,6 mm. La primera cámara fue la "Emel Panoscope".

## 8 mm Panorámico(8 mm)[11]
En 1955, la casa francesa Dimaphot de París, fabricante de aparatos fotográficos, presenta un formato en 8 mm con cuadro apaisado. Se filma con una cámara de 16 mm cuya ventanilla de exposición está retocada para que sólo se exponga la mitad de la película. Y se filma con la cámara en horizontal. Luego, después de revelar la película, se divide y se unen sus extremos. La imagen es de 5 x 7,5 mm. La primera cámara fue la "Dimaphot 16/8 Panoramique", con la que se podían filmar tanto en 16 mm como en 8 mm Panorámico.

## Cine System 3(3 mm)
Formato creado por Eric Brendt, fundador de la casa de cámaras cinemafotográficas Auricon, para la Nasa. Es el formato de paso más estrecho conocido.

## Súper 8(8 mm)
En 1965 en Nueva York, la casa americana Eastman Kodak mejora el formato de Doble 8 y presenta el Súper 8, cuyas perforaciones son de menor tamaño. Este hecho permitió ampliar la superficie del fotograma sobre la película de 8 mm de ancho. La película venía presentada en cartuchos de 15 m. Al año siguiente, la Fuji Photo Film presentó el formato en un tipo diferente de cartuchos. A este sistema se le llamó "Single 8".

## 8,75 mm[12]
En 1966, la fábrica de aparatos fotográficos de Nanjing se puso a fabricar un proyector para un formato cinematográfico de 8 mm. Estamos en los años de la Revolución Cultural de Mao y China es un país atrasado. Y por razones prácticas se decide que el ancho será 8,75 mm, pues es el resultante de dividir en 4 la película de 35 mm. Lo que se busca es la distribución de filmes educativos y propagandísticos.

## Súper 16 mm
En 1970, el sueco Rune Ericson propone el formato Súper 16 mm. La idea era usar el espacio reservado a la banda de sonido, que, con la llegada del cine sonoro, se había dispuesto eliminando las perforaciones de un lado de la película de 16 mm. De esta manera se gana mayor superficie para la imagen. El aspecto del fotograma pasa del ratio 1.33 al de 1.67. También se han propuesto otros ratios como 1.89, que ha recibido el nombre de "Ultra 16" (véase artículo sobre el 16 mm).

## Max 8, Super-Duper 8(8 mm)[13]
En 2002, Mitch Perkins propuso el Max 8 o Super-Duper 8, que no es más que un aprovechamiento mayor del formato de Súper 8. De esta manera el aspecto del fotograma aumenta a un ratio de 1.51. Para ello se modifica la ventanilla de las cámaras de Súper 8 para que la película también sea expuesta sobre la superficie destinada a la pista de sonido.